# (73113) 2002 GS43
(73113) 2002 GS43 – planetoida z pasa głównego asteroid okrążająca Słońce w ciągu 3,7 lat w średniej odległości 2,39 j.a. Odkryta 4 kwietnia 2002 roku.